# Peștera Scărișoara

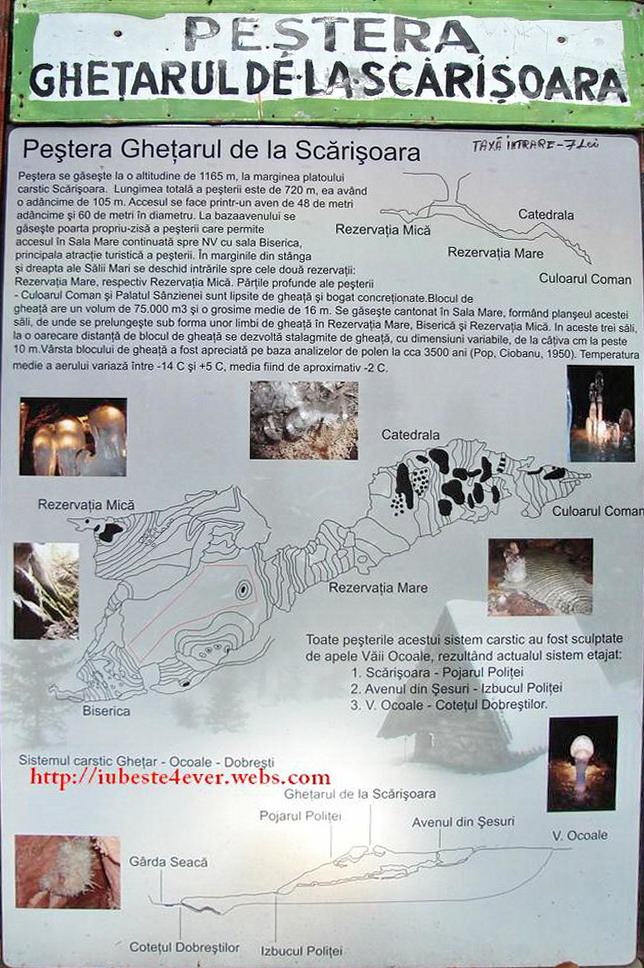
Peștera Scărișoara (panou informativ).jpg

Peștera Scărișoara  sau Ghețarul de la Scărișoara adăpostește cel mai mare ghețar subteran din România. De aici îi vine și numele de „ghețar” iar „Scărișoara” provine de la comuna Scărișoara situată 16 km mai jos, de care aparținea administrativ în vremea când a fost numită astfel. Acum aparține comunei Gârda de Sus, județul Alba. 
Este monument al naturii, rezervație speologică din 1938 și un important obiectiv turistic.

## Localizare
Drumul spre peșteră pornește din comuna Gârda de Sus, situată pe valea Arieșului Mare la 32 km amonte de Câmpeni (pe DN75). Din centrul comunei se desprinde drumul carosabil de pe Gârda Seacă pe care se ajunge, după aproximativ 1 km, la gura Văii Ordâncușa. De aici există trei variante. Prima este poteca turistică marcata cu cruce roșie, care mai întâi trece prin cătrumul Mununa și după un traseu de 10 km, ajunge la Peștera Scărișoara. Cea de a doua variantă este drumul asfaltat de pe valea Ordâncușei, de 23 km, care duce până în cătunul Ghețar. Ultima și cea mai nouă variantă este pe Valea Gârda Seacă. La 2 km de la gura Urdâncușei pornește un drum forestier prin Mununa până la Ghețar lung de 12 km. Peștera este localizată la 46°29′23″N 22°48′35″E / 46.48972°N 22.80972°E

## Descoperire
Nu se cunoaște data exactă când a fost descoperită peștera. Cea mai veche mențiune asupra peșterii este făcută de A. Szirtfi în 1847. K. F. Peters și A. Schmidl dau primele informații științifice în 1861, respectiv 1863. Al. Borza studiază repartiția florei și fenologia vegetației din pereții avenului, Emil Racoviță (1927) cercetează formațiunile de gheață, iar V. Pușcariu (1934) face o prezentare științifică și turistică. "Rezervațiile" Ghețarului sunt explorate de-abia în 1947 de Maxim Pop și Mihai Șerban. După o stagnare de 15 ani, studiul Ghețarului Scărișoara este reluat în 1965 de Iosif Viehmann, Gh. Racoviță, M. Șerban, T. Rusu și V. Crăciun.

## Formare
Peștera Ghețarul de la Scărișoara face parte din sistemul carstic Ghețar - Ocoale - Dobrești. Este formată în calcare de vârstă Jurasic superior, dispuse monoclinal pe direcția NV-SE, la o altitudine de 1.165 m, la marginea platoului carstic Ghețari - Ocoale. Cândva Valea Ocoale curgea la suprafață. Odată cu dizolvarea în freatic a peșterii Scărișoara apele coboară în subteran. Ieșirea apei la lumină se făcea prin Pojarul Poliței. Continuând dizolvarea, apa coboră în Avenul din Șesuri cu ieșire la suprafață în Izbucul Poliței. Golul rămas uscat al Scărișoarei, în urma prăbușirii avenului de intrare, se umple cu gheață în timpul glaciațiunilor. 
După încălzirea vremii gheața începe să se topească și dispare jumătate din volum, dar este alimentată în fiecare iarnă cu un nou strat la suprafață. Topirea are loc și la bază ghețarului, astfel că de la bază dispare o secțiune și o alta se depune sus. Cea mai veche gheață de la bază are 4.000 de ani. Pe carote de gheață recoltate în 2005, cercetătorii de la Institutul de Speologie Emil Racoviță Cluj și mulți asociați străini, descifrează din trecut o mulțime incredibilă de date. Cum a fost vremea în fiecare an din ultimii 4.000, când au fost incendii în zonă, când și cât aur se exploata în Apuseni pe vremea dacilor.

## Descriere

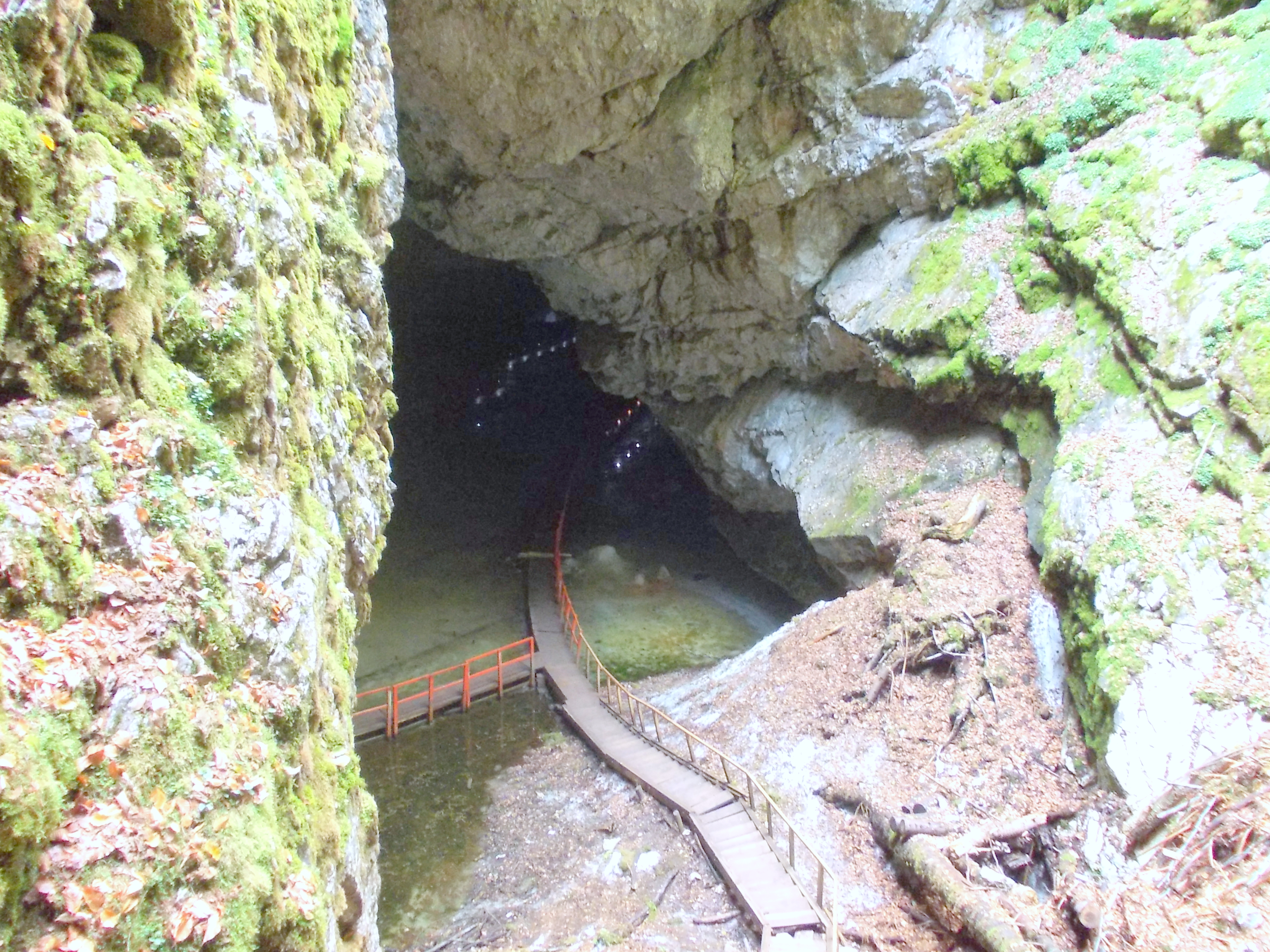
Intrarea în Ghețarul de la Scărișoara

Intrarea în Ghețarul de la Scărișoara se face printr-un impresionant aven, a cărui gură, cu un diametru de 60 m, se deschide în pădurea din marginea platoului. O potecă îngustă săpată în stâncă și câteva scări metalice ancorate în pereți înlesnesc coborârea celor 48 m cât măsoară adâncimea avenului. Pe fundul lui se păstrează în tot timpul anului un strat gros de zăpadă. Aici se pătrunde în Sala Mare printr-un impresionant portal măsurând 24 m lățime și 17 m înălțime.
Topografia Ghețarului de la Scărișoara este simplă, deoarece peștera reprezintă o încăpere unică cu o dezvoltare totală de 700 m. În mijlocul acestei încăperi se află un imens bloc de gheață, cu un volum de 80.000 m3 și care dăinuie în peșteră de peste 4.000 de ani. Fața superioară a blocului (3.000 m2) formează podeaua Sălii Mari. În partea dreaptă acest planșeu se frânge într-un tobogan abrupt de gheață, care dă într-o zonă, denumită Biserica. Aici apar primele formațiuni stalagmitice de gheață. Aceasta este zona turistică, restul fiind rezervație științifică, cu două sectoare distincte. 
În latura din dreapta intrării se află Rezervația Mică, la care se ajunge coborând o verticală de 15 m în rimaia dintre stâncă și gheață. În stânga se află Rezervația Mare, spre care se coboară o verticală de 20 m la baza căreia galeria continuă puternic descendentă. Aceasta este Galeria Maxim Pop. În amândouă rezervațiile, lângă ghețar reapar stalagmitele de gheață, dintre care unele au o existență permanentă iar altele se topesc în cursul verii, dar se refac în forme asemănătoare în lunile de iarnă.

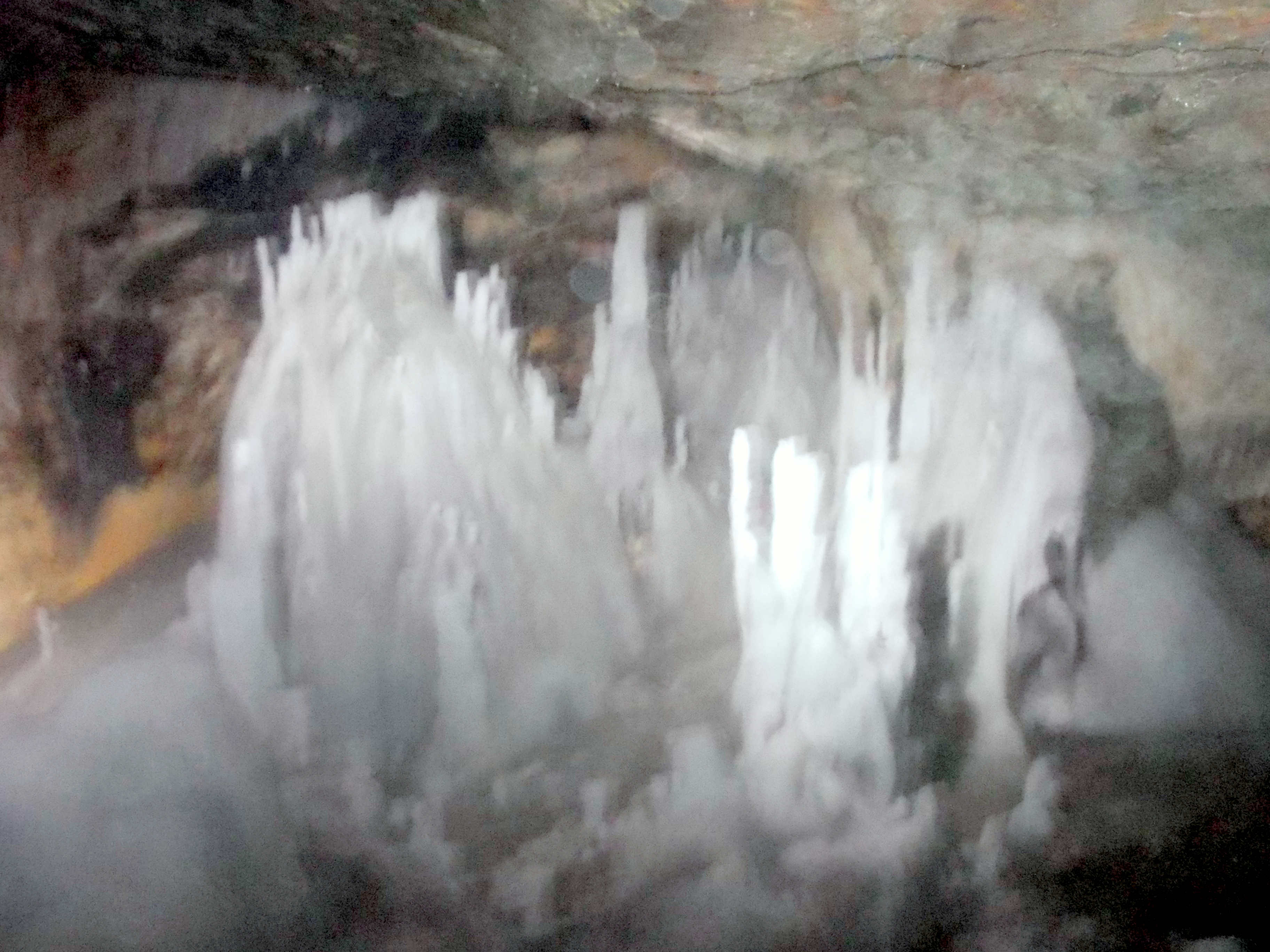
Formațiuni de stalagmite în Peștera Scărișoara

Dincolo de aceste speleoteme înghețate, aspectul peșterii se schimbă total, locul gheții fiind luat de concrețiuni de o mare diversitate și frumusețe. Stalactite, stalagmite, coloane, draperii parietale, coralite, gururi.... Acestea abundă mai ales în Galeria Coman - o prelungire îngustată a Rezervației Mari - care coboară în pantă accentuată până la adâncimea maximă a peșterii de 105 m, apropiindu-se în același timp la numai câțiva metri de cea de a doua perlă a sistemului carstic Scărișoara - peștera Pojarul Poliței. De fapt, între cele două cavități a existat cândva, înainte de începutul formării blocului de gheață, o comunicare naturală.

## Biologie
Ghețarul de la Scărișoara este important pentru știință în primul rând în complexul de fenomene care se datorează prezenței gheții și structurii generale a peșterii: morfogeneză și evoluția formațiunilor de gheață, stratificarea masivului de gheață etc. Avenul, prin flora sa variată, diferențiată pe nivele, oferă botaniștilor un interesant și permanent teren de cercetare.
Fauna cavernicolă este săracă, cel mai de seamă reprezentant fiind Pholeuon proserpinae glaciale Jeann. În gheața peșterii s-a descoperit un schelet aproape întreg de Rupicapra.

## Condiții de vizitare
Peștera este amenajată și are corp de ghizi autorizați.
În august 2020 pe casa de bilete scria „Peștera este închisă pana în 2021” iar pe ușa de acces în aven era pus un lacăt. Acum este deschisă pe data de 10 octombrie.